# Luis Corvalán
Luis Nicolás Corvalán Lepe (Pelluco, 14 de septiembre de 1916-Santiago, 21 de julio de 2010) fue un político, profesor y periodista chileno, secretario general del Partido Comunista de Chile entre 1958 y 1990.

## Biografía

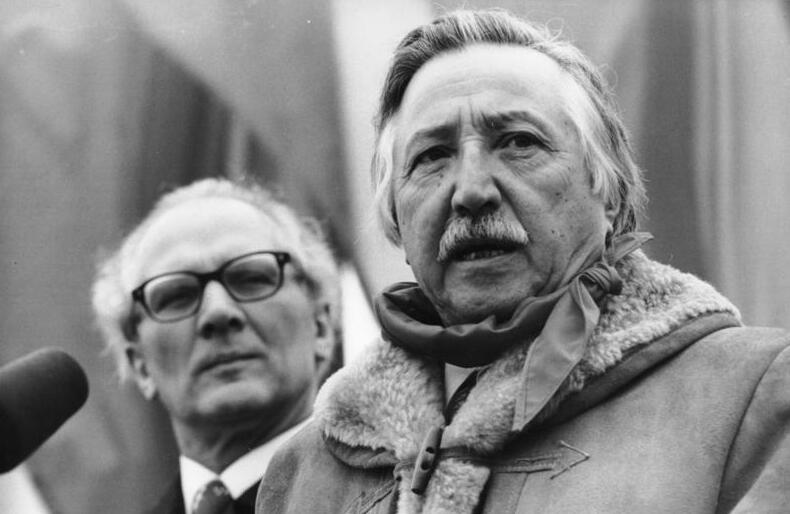
Corvalán (derecha) junto a Erich Honecker durante una visita en la RDA, en enero de 1977.

Corvalán estudió en el Liceo de Tomé y la Escuela Normal de Chillán, titulándose de profesor normalista en 1934. Trabajó como periodista en los periódicos comunistas Frente Popular y El Siglo. Ingresó al Partido Comunista de Chile (PCCh) en 1932 y en 1947, tras la proscripción del partido, fue internado en los campos de concentración de Pitrufquén y de Pisagua.
En 1950 fue nombrado miembro del Comité Central y en 1958 secretario general del partido, cargo que ejercería durante más de 30 años. Fue elegido senador por la séptima agrupación provincial (provincias de Ñuble, Concepción y Arauco) para el período 1961-1969 y por la tercera agrupación provincial (Aconcagua y Valparaíso) entre 1969 y 1977.
Partidario de implantar el socialismo en Chile, fue uno de los principales promotores de la Unidad Popular desde 1969, distanciándose de los elementos de extrema izquierda del Partido Socialista que defendían la revolución armada. A principios de los años 1970, el PCCh de Corvalán, con más de 50 000 militantes, era considerado el portavoz del comunismo sudamericano.
Tras el golpe militar del 11 de septiembre de 1973 que derrocó al presidente Salvador Allende, fue detenido, encarcelado en la Escuela Militar y deportado a los campos de concentración de Isla Dawson, Ritoque y Tres Álamos, sin ser sometido a juicio. Durante su permanencia en prisión fue galardonado con la Orden de Lenin (1974) y el Premio Lenin de la Paz (1973-1974). Por su parte, su hijo mayor Luis Alberto, dirigente de la Federación de Estudiantes de la Universidad de Chile (FECH), fue detenido y torturado en el Estadio Nacional y en el campo de concentración Chacabuco, falleciendo por esta razón en Bulgaria, en 1975, a la edad de 28 años. Ese mismo año, el cineasta soviético Román Karmen realizó el documental Serdtse Korvalana (El corazón de Corvalán), en apoyo al movimiento de solidaridad con Chile que buscaba conseguir la liberación del dirigente comunista.
En 1976, luego de ser censurado por, entre otras organizaciones, la Iglesia católica, la dictadura militar del general Augusto Pinochet ordenó la liberación de 200 presos políticos; tras una intensa campaña internacional, Chile y la Unión Soviética acordaron liberar a Corvalán y canjearlo por el disidente soviético Vladímir Bukovski en Zúrich el 18 de diciembre de ese mismo año. Corvalán recibió asilo en la URSS, donde concedió numerosas entrevistas denunciando la situación que se vivía en su país.
En agosto de 1977, en la primera reunión del Comité Central del Partido Comunista chileno celebrada desde 1973, Corvalán leyó un informe en el que explicaba los aciertos y errores de la vía chilena al socialismo. En septiembre de 1980, en una conferencia realizada en la Sala de las Columnas en Moscú, sostuvo la necesidad de implementar la estrategia de rebelión popular, táctica que propiciaba todas las formas de lucha, inclusive la violencia armada —como la iniciada por el Frente Patriótico Manuel Rodríguez—, como legítimas para derrocar la dictadura de Pinochet. En 1983 volvió a Chile en secreto y hubo de pasar a la clandestinidad. Luego de regresar la URSS en 1985 por motivos de salud y de entrevistarse con Mijaíl Gorbachov, se estableció legalmente en su país en 1988 para participar en el proceso democratizador.
En 1989 dejó el cargo de secretario general del PCCh, pero siguió ligado a éste como miembro del Comité Central. Fue sucedido por Volodia Teitelboim. Aunque en sus últimos años se alejó de la política contingente, se dedicó a escribir libros como De lo vivido y lo peleado (memorias, 1997), El Gobierno de Salvador Allende (2003) y Los comunistas y la democracia (2008).
Su nieta es la actriz Adela Secall, nacida en Moscú durante el exilio de su abuelo y de sus padres, José Secall y Viviana Corvalán.
Luis Corvalán falleció en su domicilio en Santiago, el 21 de julio de 2010.

## Historial electoral

### Elecciones parlamentarias de 1969
Elecciones parlamentarias de 1969: Candidato a Senador Tercera Agrupación Provincial, Valparaíso y Aconcagua para el período 1969-1977
| Candidato                   | Partido | Votos  | %     | Resultado |
| --------------------------- | ------- | ------ | ----- | --------- |
| Pedro Ibáñez Ojeda          | PN      | 49 694 | 16,49 | Senador   |
| Luis Guevara Ortúzar        | PN      | 7227   | 2,4   |           |
| Luis Corvalán Lépez         | PCCh    | 58 569 | 19,43 | Senador   |
| Sergio Vuskovic Rojo        | PCCh    | 8677   | 2,88  |           |
| Luis Horvitz Vásquez        | USOPO   | 2602   | 0,86  |           |
| Luis Bossay Leiva           | PR      | 43 200 | 14,34 | Senador   |
| Olaf Olsen Provist          | PR      | 6512   | 2,16  |           |
| Adonis Sepúlveda Acuña      | PS      | 7625   | 2,53  |           |
| Carlos Cortés Díaz          | PS      | 2275   | 0,75  |           |
| Humberto Fuentealba Herrera | PS      | 3296   | 1,09  |           |
| Benjamín Prado Casas        | DC      | 45 533 | 15,11 | Senador   |
| Alfonso Ansieta Núñez       | DC      | 12 002 | 3,98  |           |
| Emiliano Caballero Zamora   | DC      | 7676   | 2,55  |           |
| Jorge Molina Valdivieso     | DC      | 17 451 | 5,79  |           |
| Eugenio Ballesteros Reyes   | DC      | 29 020 | 9,63  | Senador   |

## Obras
- Camino de victoria (1971).
- Ricardo Fonseca, combatiente ejemplar (1971).
- Algo de mi vida (1977).
- El derrumbe del poder soviético (1993).
- De lo vivido y lo peleado. Memorias (1997).
- El Gobierno de Salvador Allende (2003).[9]
- Los comunistas y la democracia (2008).[9]